# Gisèle Freund
Gisèle Freund, nascuda Gisela Freund (Schöneberg, 19 de desembre de 1908 – París, 31 de març de 2000) va ser una fotògrafa francesa nascuda a Alemanya, especialment coneguda per la seva labor en fotografia documental i pels seus retrats d'escriptors i artistes. La seva obra d'assaig fotogràfic més famosa és Photographie et société de 1974, sobre els usos i abusos d'aquest medi artístic.

## Biografia
Freund va néixer a la rodalia de Berlín en l'ambient d'una família jueva benestant. El seu pare, Julius Freund, era un aficionat a l'art i col·leccionista a qui li interessava l'obra del fotògraf Karl Blossfeldt, qui estava produint aleshores els seus estudis de primer pla que exploraven les formes dels objectes naturals. El pare de Freund va regalar una càmera Leica a la seva filla com a regal quan es graduà de l'institut. Estudià Universitat de Friburg i després cursà sociologia a Frankfurt amb Karl Mannheim, on esdevingué membre d'un grup estudiantil socialista i va decidir fer servir la fotografia com a part de la seva crítica i pràctica política.
El 1933, quan Hitler va assolir el poder al país Freund es trobava en una situació doblement perillosa per les seves activitats socialistes i pels seus orígens jueus, de manera que va haver d'escapar i fugí a París amb els seus negatius cenyint-li el cos per tal d'amagar-los dels guardes fronterers. A París va acabar els seus estudis i es casà amb Pierre Blum el 1937.
A començaments de la Segona Guerra Mundial es va traslladar a l'Argentina, on va treballar amb Victoria Ocampo per a la seva revista Sur, realitzant reportatges per Amèrica Llatina. Entre 1948 i 1956 va treballar per a l'agència Magnum a partir de la seva col·laboració amb Robert Capa, però la va abandonar per divergències polítiques amb la adirecció després que el seu nom aparegués al Comitè d'Activitats Antiamericanes desenvolupat pel senador Joseph McCarthy.

## Obra
El 1936 Freund va fotografiar els efectes de la Gran Depressió a Anglaterra per a la revista Life. La tesi de Freund es va publicar en forma de llibre per Adrienne Monnier (1892-1955). Una de les seves obres més conegudes mostra una de les darreres protestes al carrer a Alemanya abans de l'arribada del nazisme.
La seva obra fotogràfica va començar en la línia del fotoperiodisme que realitzava d'acord amb les seves idees polítiques. Al mateix temps cal destacar els seus retrats de personalitats com ara Virginia Woolf, James Joyce, Colette, André Malraux, Henri Michaux, Michel Leiris, Marguerite Yourcenar, Jean Cocteau, Jean-Paul Sartre, Simone de Beauvoir i Samuel Beckett entre d'altres. L'ús del color en la seva obra fotogràfica moltes vegades era en carrets Agfacolor.
Els seus assaigs fotogràfics han aconseguit molta rellevància, especialment el llibre Photographie et société, publicat el 1974 oferint una anàlisi integradora de la fotografia. D'altres obres inclouen La photographie en France au XIXe siècle, Méxique précolombien o Le monde et ma caméra. La seva obra li va valer diversos guardons que inclouen el Premi de Cultura de l'Associació Alemanya de Fotografia i el Gran Premi de les Arts del Ministeri de Cultura Francès de 1980. Freund va morir d'un atac de cor a la capital francesa i fou enterrada al cementiri de Montparnasse a prop de casa seva i taller del número 12 de la rue Lalende.

## Llibres publicats
- La photographie en France au dix-neuvième siècle (1936)
- France (1945)
- Mexique précolombien (1954)
- James Joyce in Paris. His final years (1965)
- Le monde et ma caméra (1970)
- Photographie et société (1974)

## Exposicions
L'any 2002 ess va exposar a Barcelona una retrospectiva d'alguns dels seus retrats més emblemàtics, que recorren tota la història de la literatura i de l'art del segle xx.